# René de Chazet
René André Polydore Balthazar Alissan de Chazet (París, 23 d'octubre de 1774 - París, 23 d'agost de 1844) fou un dramaturg, poeta i novel·lista francès.
Fill del tresorer de l'Ajuntament, parent de l'ambaixador de Nàpols, Mackau, el va acompanyar a Itàlia (1792) i va tornar a França el 1797. Col·laborà en diversos diaris i fou conegut per les seves moltes peces, moltes en col·laboració amb Charles-Augustin Sewrin, que van ser representades en els principals teatres parisencs del segle XIX: Théâtre des Variétés, Comédie-Française, Théâtre du Palais-Royal, Théâtre du Vaudeville, etc.